# Campeonato de Fútbol Playa de Conmebol 2021
El Campeonato de Fútbol Playa de Conmebol 2021 se disputó del 26 de junio al 4 de julio en la ciudad de Río de Janeiro, Brasil. El torneo también sirvió como vía de clasificación para la Copa Mundial de Fútbol Playa FIFA 2021 que otorga tres cupos.

## Equipos participantes
| Equipos participantes | Equipos participantes | Equipos participantes | Equipos participantes | Equipos participantes |
| --------------------- | --------------------- | --------------------- | --------------------- | --------------------- |
| Argentina             | Bolivia               | Chile                 | Paraguay              | Uruguay               |
| Brasil                | Colombia              | Ecuador               | Perú                  | Venezuela             |

### Sorteo
El sorteo de grupos se realizó en Río de Janeiro, el viernes 4 de junio de 2021.
Entre paréntesis se indica la posición de las selecciones en el Campeonato de Fútbol Playa de Conmebol de 2019.
| Cabezas de serie       | Bombo 2                    | Bombo 3               | Bombo 4               | Bombo 5                    |
| ---------------------- | -------------------------- | --------------------- | --------------------- | -------------------------- |
| Brasil (1) Uruguay (2) | Paraguay (3) Argentina (4) | Perú (5) Colombia (6) | Chile (7) Ecuador (8) | Bolivia (9) Venezuela (10) |

## Árbitros
El 8 de junio de 2021 la Conmebol informó el listado oficial de árbitros para el torneo.
- Mariano Romo
- Pablo Defelippi
- Jaimito Súarez
- José Luis Mendoza
- Lucas Estevao
- Luciano Andrade
- Jorge Cortés
- Jorge Gómez
- Gonzalo Ramos
- Brando Amay
- Silvio Coronel
- Gustavo Domínguez
- Álex Valdiviezo
- Micke Palomino
- Christian Altez
- Aecio Fernández
- Leandro Reyes
- Luis Coy

## Primera fase
- Las horas indicadas corresponden al huso horario local de la ciudad sede: hora de Brasil (UTC-3).[5]

Criterios de desempate
Los equipos se clasificaron por puntos (3 puntos por una victoria en el tiempo reglamentario, 2 puntos por una victoria en el tiempo suplementario, 1 punto por una victoria en los tiros desde el punto penal, 0 puntos por una derrota). En caso de empate a puntos, los desempates se aplicaron en el siguiente orden:
1. Puntos en partidos directos entre equipos empatados;
2. Diferencia de goles en partidos directos entre equipos empatados;
3. Goles anotados en partidos directos entre equipos empatados;
4. Diferencia de goles en todos los partidos de grupo;
5. Goles anotados en todos los partidos del grupo;
6. Tarjetas rojas;
7. Tarjetas amarillas;
8. Sorteo.

     – Clasificado para la Fase final. 
     – Clasificado para el partido por el Quinto puesto.
     – Clasificado para el partido por el Séptimo puesto.
     – Clasificado para el partido por el Noveno Puesto.

### Grupo A
| Equipo    | Pts | PJ | PG | PG+ | PG++ | PP | GF | GC | Dif |
| --------- | --- | -- | -- | --- | ---- | -- | -- | -- | --- |
| Brasil    | 12  | 4  | 4  | 0   | 0    | 0  | 29 | 11 | +18 |
| Paraguay  | 9   | 4  | 3  | 0   | 0    | 1  | 18 | 13 | +5  |
| Venezuela | 5   | 4  | 1  | 1   | 0    | 2  | 15 | 20 | −5  |
| Perú      | 3   | 4  | 1  | 0   | 0    | 3  | 11 | 14 | −3  |
| Ecuador   | 0   | 4  | 0  | 0   | 0    | 4  | 8  | 23 | −15 |

| 26 de junio de 2021, 13:30 | Paraguay                                                  | 6:4                       | Venezuela                                 | Parque Olímpico, Río de Janeiro                          |                                                          |
|                            | G. Benítez 3' · C. Benítez 7', 8', 33' · Carballo 9', 32' | ( 4:0, 0:4, 2:0 ) Reporte | García 15', 24' · Rosdel 22' · Medina 23' | Asistencia: Sin espectadores Árbitro(s): Christian Altez | Asistencia: Sin espectadores Árbitro(s): Christian Altez |

| 26 de junio de 2021, 15:00 | Brasil                                                                     | 6:3                       | Perú                                   | Parque Olímpico, Río de Janeiro                       |                                                       |
|                            | Edson Hulk 1', 13' · Brendo 7' · Catarino 11' · Alisson 29' · Zé Lucas 36' | ( 3:1, 1:1, 2:1 ) Reporte | Delgado 7' · Drago 22' · Alcántara 33' | Asistencia: Sin espectadores Árbitro(s): Mariano Romo | Asistencia: Sin espectadores Árbitro(s): Mariano Romo |

- Equipo libre:  Ecuador.

| 27 de junio de 2021, 13:30 | Perú                               | 3:4 (0:1 t. s.)           | Venezuela                                          | Parque Olímpico, Río de Janeiro                         |                                                         |
|                            | Alcántara 12', 26' · Velezmoro 35' | ( 1:0, 0:1, 2:1 ) Reporte | Rosdel 16' · E. Ramos 22' · García 33' · Narea 39' | Asistencia: Sin espectadores Árbitro(s): Jaimito Suárez | Asistencia: Sin espectadores Árbitro(s): Jaimito Suárez |

| 27 de junio de 2021, 15:00 | Brasil                                                          | 7:3                       | Ecuador                                                  | Parque Olímpico, Río de Janeiro                          |                                                          |
|                            | Edson Hulk 9', 13', 15', 27' · Zé Lucas 21' · Catarino 22', 28' | ( 1:1, 4:1, 2:1 ) Reporte | Edson Hulk 1' (a.g.) · Catarino 19' (a.g.) · Nevárez 27' | Asistencia: Sin espectadores Árbitro(s): Aecio Fernández | Asistencia: Sin espectadores Árbitro(s): Aecio Fernández |

- Equipo libre:  Paraguay.

| 28 de junio de 2021, 13:30 | Perú | 0:3                       | Paraguay                         | Parque Olímpico, Río de Janeiro                          |                                                          |
|                            |      | ( 0:1, 0:1, 0:1 ) Reporte | Carballo 3', 36' · M. Medina 19' | Asistencia: Sin espectadores Árbitro(s): Pablo Defelippi | Asistencia: Sin espectadores Árbitro(s): Pablo Defelippi |

| 28 de junio de 2021, 15:00 | Venezuela                                               | 5:3                       | Ecuador                              | Parque Olímpico, Río de Janeiro                          |                                                          |
|                            | Escobar 1' · Bacelar 11' · Rosdel 12' · García 21', 34' | ( 3:0, 1:0, 1:3 ) Reporte | Cedeño 27' · Macías 28' · Bailón 30' | Asistencia: Sin espectadores Árbitro(s): Christian Altez | Asistencia: Sin espectadores Árbitro(s): Christian Altez |

- Equipo libre:  Brasil.

| 30 de junio de 2021, 13:30 | Paraguay                                                                | 6:1                       | Ecuador    | Parque Olímpico, Río de Janeiro                      |                                                      |
|                            | Medina 6' · Cantero 9', 14' · Carballo 11' · Ojeda 13' · J. Benítez 35' | ( 4:0, 1:1, 1:0 ) Reporte | Cedeño 18' | Asistencia: Sin espectadores Árbitro(s): Erney Ramos | Asistencia: Sin espectadores Árbitro(s): Erney Ramos |

| 30 de junio de 2021, 15:00 | Brasil                                                                                                   | 8:2                       | Venezuela                | Parque Olímpico, Río de Janeiro                       |                                                       |
|                            | Catarino 5' · Antônio 5' · Brendo 21', 35' · Mão 23' · Luis Henrique 24' · Edson Hulk 25' · Zé Lucas 33' | ( 2:1, 3:1, 3:0 ) Reporte | Vaamonde 10' · Ramos 15' | Asistencia: Sin espectadores Árbitro(s): Mariano Romo | Asistencia: Sin espectadores Árbitro(s): Mariano Romo |

- Equipo libre:  Perú.

| 1 de julio de 2021, 13:30 | Ecuador     | 1:5                       | Perú                                                       | Parque Olímpico, Río de Janeiro                     |                                                     |
|                           | Nevárez 25' | ( 0:1, 0:3, 1:1 ) Reporte | Zagaceta 6' · Velezmoro 13', 21' · Ibáñez 19' · Zamora 29' | Asistencia: Sin espectadores Árbitro(s): Iván Gómez | Asistencia: Sin espectadores Árbitro(s): Iván Gómez |

| 1 de julio de 2021, 15:00 | Brasil                                                                    | 8:3                       | Paraguay                       | Parque Olímpico, Río de Janeiro                          |                                                          |
|                           | Alisson 1' · Catarino 4', 29', 32', 33' · Zé Lucas 25' · Antônio 29', 35' | ( 2:0, 0:1, 6:2 ) Reporte | Carballo 14', 29' · Medina 34' | Asistencia: Sin espectadores Árbitro(s): Pablo Defelippi | Asistencia: Sin espectadores Árbitro(s): Pablo Defelippi |

- Equipo libre:  Venezuela.

### Grupo B
| Equipo    | Pts | PJ | PG | PG+ | PG++ | PP | GF | GC | Dif |
| --------- | --- | -- | -- | --- | ---- | -- | -- | -- | --- |
| Uruguay   | 11  | 4  | 3  | 1   | 0    | 0  | 12 | 6  | +6  |
| Colombia  | 9   | 4  | 3  | 0   | 0    | 1  | 14 | 11 | +3  |
| Argentina | 4   | 4  | 1  | 0   | 1    | 2  | 11 | 10 | +1  |
| Chile     | 3   | 4  | 1  | 0   | 0    | 3  | 10 | 8  | +2  |
| Bolivia   | 0   | 4  | 0  | 0   | 0    | 4  | 4  | 16 | −12 |

| 26 de junio de 2021, 10:30 | Bolivia      | 1:2                       | Colombia               | Parque Olímpico, Río de Janeiro                            |                                                            |
|                            | Aguilera 20' | ( 0:0, 1:0, 0:2 ) Reporte | Perea 29' · Acosta 34' | Asistencia: Sin espectadores Árbitro(s): Gustavo Domínguez | Asistencia: Sin espectadores Árbitro(s): Gustavo Domínguez |

| 26 de junio de 2021, 12:00 | Argentina | 0:2                       | Uruguay                   | Parque Olímpico, Río de Janeiro                        |                                                        |
|                            |           | ( 0:0, 0:2, 0:0 ) Reporte | Cabrera 14' · Catardo 16' | Asistencia: Sin espectadores Árbitro(s): Lucas Estevao | Asistencia: Sin espectadores Árbitro(s): Lucas Estevao |

- Equipo libre:  Chile.

| 27 de junio de 2021, 10:30 | Argentina                                                           | 5:0                       | Bolivia | Parque Olímpico, Río de Janeiro                          |                                                          |
|                            | Sirico 5' · De Sosa 16' · Medero 21' · Benaducci 22' · Ponzetti 32' | ( 1:0, 3:0, 1:0 ) Reporte |         | Asistencia: Sin espectadores Árbitro(s): Álex Valdiviezo | Asistencia: Sin espectadores Árbitro(s): Álex Valdiviezo |

| 27 de junio de 2021, 12:00 | Uruguay                                   | 3:2                       | Chile                 | Parque Olímpico, Río de Janeiro                         |                                                         |
|                            | N. Bella 3' · Laduche 13' · A. Quinta 22' | ( 1:0, 2:1, 0:1 ) Reporte | Tobar 15' · Yáñez 30' | Asistencia: Sin espectadores Árbitro(s): Micke Palomino | Asistencia: Sin espectadores Árbitro(s): Micke Palomino |

- Equipo libre:  Colombia.

| 28 de junio de 2021, 10:30 | Colombia                                                                        | 7:5                       | Argentina                                                    | Parque Olímpico, Río de Janeiro                          |                                                          |
|                            | Córdoba 17' · Ortega 20' · Acosta 29' · Pantoja 31', 32' · Perea 34' · Ossa 36' | ( 0:2, 2:2, 5:1 ) Reporte | De Sosa 3', 11' · Holmedilla 14' · Ponzetti 17' · Medero 29' | Asistencia: Sin espectadores Árbitro(s): Luciano Andrade | Asistencia: Sin espectadores Árbitro(s): Luciano Andrade |

| 28 de junio de 2021, 12:00 | Chile                                          | 5:0                       | Bolivia | Parque Olímpico, Río de Janeiro                         |                                                         |
|                            | Flores 4' · Aguilera 15', 20', 29' · Núñez 18' | ( 1:0, 3:0, 1:0 ) Reporte |         | Asistencia: Sin espectadores Árbitro(s): Silvio Coronel | Asistencia: Sin espectadores Árbitro(s): Silvio Coronel |

- Equipo libre:  Uruguay.

| 30 de junio de 2021, 10:30 | Colombia                               | 4:2                       | Chile             | Parque Olímpico, Río de Janeiro                        |                                                        |
|                            | Perea 12', 26' · Ossa 21' · Ortega 26' | ( 1:1, 1:0, 2:1 ) Reporte | Aguilera 10', 32' | Asistencia: Sin espectadores Árbitro(s): Leandro Reyes | Asistencia: Sin espectadores Árbitro(s): Leandro Reyes |

| 30 de junio de 2021, 12:00 | Uruguay                           | 4:3 (1:0 t. s.)           | Bolivia                        | Parque Olímpico, Río de Janeiro                   |                                                   |
|                            | Laduche 3', 8', 24' · Capurro 39' | ( 2:0, 1:0, 0:3 ) Reporte | Aguilera 26', 35' · Chávez 32' | Asistencia: Sin espectadores Árbitro(s): Luis Coy | Asistencia: Sin espectadores Árbitro(s): Luis Coy |

- Equipo libre:  Argentina.

| 1 de julio de 2021, 10:30 | Chile            | 1:1 (0:0 t. s.)(2:3 p.)    | Argentina                     | Parque Olímpico, Río de Janeiro                      |                                                      |
|                           | Aguilera 2'      | ( 1:1, 0:0, 0:0 ) Reporte  | Ponzetti 5'                   | Asistencia: Sin espectadores Árbitro(s): Brando Amay | Asistencia: Sin espectadores Árbitro(s): Brando Amay |
|                           |                  | Tiros desde el punto penal |                               |                                                      |                                                      |
|                           | Silva · Aguilera |                            | Medero · Benaducci · Ponzetti |                                                      |                                                      |

| 1 de julio de 2021, 12:00 | Uruguay                          | 3:1                       | Colombia   | Parque Olímpico, Río de Janeiro                         |                                                         |
|                           | L. Quinta 10', 23' · Miranda 28' | ( 1:0, 1:1, 1:0 ) Reporte | Ortega 19' | Asistencia: Sin espectadores Árbitro(s): Micke Palomino | Asistencia: Sin espectadores Árbitro(s): Micke Palomino |

- Equipo libre:  Bolivia.

## Fase de colocación (5.° al 10.° puesto)
|  | Quinto puesto |           |   |  |
|  |               |           |   |  |
|  | Venezuela     | Venezuela | 4 |  |
|  | Venezuela     | Venezuela | 4 |  |
|  | Argentina     | Argentina | 3 |  |
|  | Argentina     | Argentina | 3 |  |

|  | Séptimo puesto |       |   |  |
|  |                |       |   |  |
|  | Perú           | Perú  | 2 |  |
|  | Perú           | Perú  | 2 |  |
|  | Chile          | Chile | 5 |  |
|  | Chile          | Chile | 5 |  |

|  | Noveno puesto |         |   |  |
|  |               |         |   |  |
|  | Ecuador       | Ecuador | 1 |  |
|  | Ecuador       | Ecuador | 1 |  |
|  | Bolivia       | Bolivia | 6 |  |
|  | Bolivia       | Bolivia | 6 |  |

### Noveno puesto
| 3 de julio de 2021, 10:30 | Ecuador | 1:6     | Bolivia | Parque Olímpico, Río de Janeiro                         |                                                         |
|                           |         | Reporte |         | Asistencia: Sin espectadores Árbitro(s): Silvio Coronel | Asistencia: Sin espectadores Árbitro(s): Silvio Coronel |

### Séptimo puesto
| 3 de julio de 2021, 12:00 | Perú | 2:5     | Chile | Parque Olímpico, Río de Janeiro                         |                                                         |
|                           |      | Reporte |       | Asistencia: Sin espectadores Árbitro(s): Jaimito Suárez | Asistencia: Sin espectadores Árbitro(s): Jaimito Suárez |

### Quinto puesto
| 4 de julio de 2021, 12:00 | Venezuela | 4:3     | Argentina | Parque Olímpico, Río de Janeiro                      |                                                      |
|                           |           | Reporte |           | Asistencia: Sin espectadores Árbitro(s): Brando Amay | Asistencia: Sin espectadores Árbitro(s): Brando Amay |

## Fase final
En esta fase los ganadores de las Semifinales llegaron a la Final y clasificaron a la Copa Mundial, el último cupo para la Copa Mundial fue otorgado al ganador del partido por el Tercer puesto.

### Cuadro general
|  | Semifinales | Semifinales | Semifinales |         |        | Final        | Final        | Final        |  |
|  |             |             |             |         |        |              |              |              |  |
|  |             |             |             |         |        |              |              |              |  |
|  | Brasil      | Brasil      | 3           |         |        |              |              |              |  |
|  | Brasil      | Brasil      | 3           |         |        |              |              |              |  |
|  | Colombia    | Colombia    | 1           |         |        |              |              |              |  |
|  | Colombia    | Colombia    | 1           |         | Brasil | Brasil       | 3            |              |  |
|  |             |             |             |         | Brasil | Brasil       | 3            |              |  |
|  |             |             | Uruguay     | Uruguay | 1      |              |              |              |  |
|  | Uruguay     | Uruguay     | Uruguay     | Uruguay | 1      | 4            |              |              |  |
|  | Uruguay     | Uruguay     |             |         |        | 4            |              |              |  |
|  | Paraguay    | Paraguay    | 3           |         |        | Tercer lugar | Tercer lugar | Tercer lugar |  |
|  | Paraguay    | Paraguay    | 3           |         |        | Tercer lugar | Tercer lugar | Tercer lugar |  |
|  |             |             |             |         |        |              |              |              |  |
|  |             |             |             |         |        | Colombia     | Colombia     | 2            |  |
|  |             |             |             |         |        | Colombia     | Colombia     | 2            |  |
|  |             |             |             |         |        | Paraguay     | Paraguay     | 4            |  |
|  |             |             |             |         |        | Paraguay     | Paraguay     | 4            |  |
|  |             |             |             |         |        |              |              |              |  |

### Semifinales
| 3 de julio de 2021, 13:30 | Uruguay                                      | 4:3                       | Paraguay                                  | Parque Olímpico, Río de Janeiro                       |                                                       |
|                           | L. Quinta 17' · Bella 30' · Laduche 33', 35' | ( 0:0, 1:0, 3:3 ) Reporte | G. Benítez 31' · Carballo 32' · Ojeda 32' | Asistencia: Sin espectadores Árbitro(s): Mariano Romo | Asistencia: Sin espectadores Árbitro(s): Mariano Romo |

| 3 de julio de 2021, 15:00 | Brasil                                          | 3:1                       | Colombia | Parque Olímpico, Río de Janeiro                         |                                                         |
|                           | Zé Lucas 14' · Córdoba 14' (a.g.) · Alisson 30' | ( 0:1, 2:0, 1:0 ) Reporte | Perea 2' | Asistencia: Sin espectadores Árbitro(s): Micke Palomino | Asistencia: Sin espectadores Árbitro(s): Micke Palomino |

### Tercer puesto
| 4 de julio de 2021, 13:30 | Colombia                 | 2:4                       | Paraguay                                       | Parque Olímpico, Río de Janeiro                        |                                                        |
|                           | Londoño 19' · Acosta 31' | ( 0:1, 1:3, 1:0 ) Reporte | G. Benítez 4', 14' · Medina 13' · Carballo 22' | Asistencia: Sin espectadores Árbitro(s): Lucas Estevao | Asistencia: Sin espectadores Árbitro(s): Lucas Estevao |

### Final
| 4 de julio de 2021, 15:00 | Brasil                            | 3:1                       | Uruguay       | Parque Olímpico, Río de Janeiro                            |                                                            |
|                           | Edson Hulk 9', 35' · Zé Lucas 11' | ( 2:0, 0:0, 1:1 ) Reporte | L. Quinta 34' | Asistencia: Sin espectadores Árbitro(s): Gustavo Domínguez | Asistencia: Sin espectadores Árbitro(s): Gustavo Domínguez |

Brasil

Campeón

8.° título

## Posiciones finales
| Pos. | Equipo    | Pts | PJ | PG | PG+ | PG++ | PP | GF | GC | Dif | Rend.  |
| ---- | --------- | --- | -- | -- | --- | ---- | -- | -- | -- | --- | ------ |
| 1    | Brasil    | 18  | 6  | 6  | 0   | 0    | 0  | 35 | 13 | +22 | 100%   |
| 2    | Uruguay   | 14  | 6  | 4  | 1   | 0    | 1  | 17 | 12 | +5  | 77.78% |
| 3    | Paraguay  | 12  | 6  | 4  | 0   | 0    | 2  | 25 | 19 | +6  | 66.67% |
| 4    | Colombia  | 9   | 6  | 3  | 0   | 0    | 3  | 17 | 18 | −1  | 50%    |
| 5    | Venezuela | 8   | 5  | 2  | 1   | 0    | 2  | 19 | 23 | −4  | 53.33% |
| 6    | Argentina | 4   | 5  | 1  | 0   | 1    | 3  | 14 | 14 | 0   | 26.67% |
| 7    | Chile     | 6   | 5  | 2  | 0   | 0    | 3  | 15 | 10 | +5  | 40%    |
| 8    | Perú      | 3   | 5  | 1  | 0   | 0    | 4  | 13 | 19 | −6  | 20%    |
| 9    | Bolivia   | 3   | 5  | 1  | 0   | 0    | 4  | 10 | 17 | −7  | 20%    |
| 10   | Ecuador   | 0   | 5  | 0  | 0   | 0    | 5  | 9  | 29 | −20 | 0%     |

## Clasificados al Mundial de Fútbol Playa 2021
| Bandera de Brasil | Bandera de Uruguay | Bandera de Paraguay |
| Brasil            | Uruguay            | Paraguay            |
| Campeón           | Subcampeón         | Tercer puesto       |